# Tom Sawyer (film 2000)
Tom Sawyer è un film d'animazione direct-to-video tratto da Le avventure di Tom Sawyer, ma con animali antropomorfi come personaggi invece che umani.
Il film è uscito negli Stati Uniti in home video il 4 aprile 2000.
in Italia è uscito solo in VHS dalla 20th Century Fox Home Entertainment nel 2001 e venne trasmesso in prima tv su K2 nel 2011.

## Trama
Tom Sawyer (un gatto soriano dal pelo dorato e i capelli rossi) ed il suo fratellastro Sid (anch'esso un gatto) si dirigono a scuola, ma vengono distratti notando il loro amico, la volpe rossa Huckleberry Finn, intento a pescare. Tom decide così di marinare la scuola per perdere tempo con Huck, ma cambia idea quando vede la sua amica Becky Thatcher, una gattina persiana di cui è innamorato. Si presenta così in classe in ritardo, e per giunta una delle sue rane gli sbuca dal taschino creando confusione, venendo così cacciato da scuola.
Il giorno dopo, la zia Polly lo costringe come punizione a riverniciare lo steccato del giardino, ma l'astuto Tom convince uno dei suoi amici, con l'inganno, a verniciarlo per conto suo. Libero dagli impegni, il giovane gatto decide di andare con Huck a caccia di tesori.
Quella sera, però, assistono di nascosto all'omicidio di Deputy Bean, un cane, ucciso dal criminale Injurin' Joe, un orso nero, il quale fa ricadere la colpa sul suo socio ubriacone Mutt Potter, un altro cane. I due ragazzini il giorno dopo vengono inseguiti da Joe, poiché testimoni, e scappano seguendo il corso del fiume con una zattera che li porterà a visitare una caverna, nel quale è davvero nascosto un tesoro.

## Doppiatori
Il doppiaggio televisivo fu eseguito dalla CD Cine Dubbing
| Personaggio      | Doppiatore originale                                         | Doppiatore italiano (edizione vhs 2001) | Doppiatore italiano (edizione TV Switchover Media 2011) |
| ---------------- | ------------------------------------------------------------ | --------------------------------------- | ------------------------------------------------------- |
| Tom Sawyer       | Rhett Akins                                                  | Paola Majano                            | Stefano Onofri                                          |
| Huckleberry Finn | Mark Wills                                                   |                                         | Davide Lepore                                           |
| Becky Thatcher   | Hynden Walch (parlato) Lee Ann Womack (cantato)              | Monica Vulcano                          | Domitilla D'Amico                                       |
| Amy Lawrence     | Clea Lewis (parlato) Alecia Elliott (cantato)                |                                         | Monica Vulcano                                          |
| Zia Polly        | Betty White                                                  |                                         | Franca Lumachi                                          |
| Sid              | Dean Haglund                                                 |                                         |                                                         |
| Mr. Dobbins      | Richard Kind                                                 |                                         |                                                         |
| Injurin' Joe     | Kevin Michael Richardson(parlato) Hank Williams Jr.(cantato) |                                         |                                                         |
| Mutt Potter      | Don Knotts                                                   |                                         |                                                         |
| Judge Thatcher   | Waylon Jennings                                              |                                         |                                                         |
| Rebel            | Dee Bradley Baker                                            |                                         |                                                         |
| Sceriffo McGee   | Pat Corley                                                   |                                         |                                                         |
| Reverend         | Marty Stuart                                                 |                                         |                                                         |
| Deputy Bean      | Thom Adcox Hernandez                                         |                                         |                                                         |
|                  | Sheryl Bernstein                                             |                                         |                                                         |
|                  | Jennifer Hale                                                |                                         |                                                         |
|                  | David Kaufman                                                |                                         |                                                         |

## Colonna sonora
1. Suite from Tom Sawyer – 4:37 (Mark Watters)
2. Marty Stuart – Leave Your Love Light On – 2:38 (Mark Wright, Wayne Tester)
3. Mark Wills, Lee Ann Womack – Never, Ever, and Forever – 3:23 (Wayne Tester, Sharon Vaughn)
4. Ray Stevens – Injurin' Joe – 2:26 (Ray Stevens)
5. Lee Ann Womack – One Dream – 3:21 (Wayne Tester, Sharon Vaughn)
6. Mark Nesler – Hook, Line and Sinker – 3:04 (Mark Nester, Wayne Tester)
7. Rebecca Lynn Howard, Bryan White – Light at the End of the Tunnel – 3:25 (Wayne Tester, Mark Wright)
8. Rhett Akins, Mark Wills – Friends for Life – 3:26 (Don Ellis, Billy Montana)
9. Charlie Daniels – Can't Keep a Country Boy Down (Tom's Dream Sequence) – 3:08 (Charlie Daniels, Wayne Tester)
10. Rhett Akins, Lee Ann Womack – Light at the End of the Tunnel (Reprise) – 2:53 (Wayne Tester, Mark Wright)

Durata totale: 32:21

## Produzione
Il film è stato prodotto dalla MGM Animation.

## Accoglienza
Harlene Ellin di The Chicago Tribune ha dato al film una recensione negativa, dicendo che si "allontana troppo da Twain".